# Teoria dos invariantes
A Teoria dos Invariantes é estudo das propriedades intrínsecas das formas (polinômios), propriedades que não são afetadas por uma mudança de variáveis que do ponto de vista geométrico
também se mantêm.
As origens da Teoria dos Invariantes na Inglaterra, é um trabalho voltado a entender a  influência que levou George Boole em 1841, a escrever o artigo Exposition of a General Theory of Linear Transformations. O trabalho apresenta um estudo das origens da Teoria dos Invariantes, no século XIX na Inglaterra. De acordo com os historiadores da Matemática o marco do início desta Teoria foi a publicação de George Boole em 1841.
A alemã Emmy Noether foi considerada "gênia" por Albert Einstein pelo seus estudos e dissertação na teoria dos invariantes para as formas ternárias bi-quadráticas. O trabalho de Noether em matemática se divide em três épocas: Na primeira (1908–1919), efetuou contribuições significativas à teoria dos invariantes e dos corpos numéricos. Seu trabalho sobre os invariantes diferenciais em cálculo das variações, chamado teorema de Noether foi chamado de "um dos teoremas matemáticos mais importantes já provados dentre os que guiaram o desenvolvimento da física moderna".